# Rainer Wohlfeil
Rainer Traugott Wohlfeil (* 27. April 1927 in Königsberg; † 14. April 2024 in Hamburg) war ein deutscher Historiker. Er lehrte von 1970 bis 1990 als Professor mit dem Schwerpunkt Frühe Neuzeit an der Universität Hamburg. Intensiv befasste er sich mit der Reformation, der spanischen Geschichte (16.–20. Jahrhundert), der Militärgeschichte, der Historischen Bildkunde und dem Bauernkrieg.

## Leben
Rainer Wohlfeil entstammte einer Akademikerfamilie. Er war der Sohn von Traugott Herrmann Georg Wohlfeil (1900–1945) und der 1902 geborenen Magdalene Lieder. Aus der 1926 geschlossenen Ehe gingen mindestens zwei Kinder hervor. Seit Juli 1932 lebten beide getrennt. Sein Vater war zunächst parteilos und seit dem 23. März 1933 Mitglied der NSDAP. Am 1. November 1933 trat er der SA bei und stieg am 9. November 1935 zum Sanitätsoberscharführer auf. Nach Promotion zum Dr. phil. (1923) und Dr. med. (1936) und Habilitation (1929) wurde Traugott Wohlfeil Leiter der Seuchenabteilung des Robert Koch-Instituts. Er hatte sich früh für die Etablierung der Rassenhygiene eingesetzt. Vor dem NS-Ärztebund hielt er Vorträge über Vererbungslehre und Rassenhygiene. Rainer Wohlfeils Mutter hatte 1932 in Königsberg über Geschmacksstörungen nach Mittelohrerkrankungen und Radikaloperationen promoviert.
Rainer Wohlfeil besuchte das Internat Schulpforta. Als Gefreiter hat er Kriegsdienst geleistet. Im März 1945 wurde er schwer verwundet. Nach dem Krieg begann er zunächst eine Ausbildung als Großhandelskaufmann. Von 1950 bis 1955 studierte er zunächst Biologie, dann Geschichte und Jura an den Universitäten in Göttingen und Mainz, wo er bei Ludwig Petry über die Pfalz in der Kriegsverfassung des Deutschen Bundes zwischen 1815 und 1866 promoviert wurde. Nach einem Forschungsaufenthalt als DAAD-Stipendiat in Madrid (CSIC, 1955/56) erfolgte 1964 seine Habilitation mit einer Arbeit über Spanien und die Deutsche Erhebung 1808–1814 an der Universität Mainz. Von 1964 bis 1966 lehrte er als Privatdozent. Während seiner Beschäftigung von 1957 bis 1970 im Militärgeschichtlichen Forschungsamt in Freiburg im Breisgau, zuletzt als „Leitender Historiker“, verfasste er zahlreiche Untersuchungen zu militärhistorischen Themen, darunter einen wegweisenden Aufsatz zum Konzept der Militärgeschichte.
An der Universität Freiburg lehrte er im Rahmen der Umhabilitation bis 1970 als Privatdozent. Im Wintersemester 1969/70 übernahm er eine Lehrstuhlvertretung an der Universität zu Köln. Nach seiner Ernennung 1970 zum außerplanmäßigen Professor erhielt er Rufe an die Universitäten Hamburg, Köln, Trier und Saarbrücken. Er entschied sich für die Universität Hamburg. Dort trat er im Wintersemester 1970/71 die Nachfolge von Gerhard Oestreich an. In Hamburg war er 1973/74 Sprecher des Fachbereichs Geschichtswissenschaft. Hamburg entwickelte sich unter Wohlfeil zu einem Zentrum für die Erforschung der Bauernkriege des 16. Jahrhunderts. Aufsehen erregte Wohlfeil in seiner Zeit dadurch, dass er wissenschaftliche Kontakte zur DDR aufnahm. Im Jahr 1990 wurde Wohlfeil emeritiert. Zu seinen akademischen Schülern gehörten Rainer Elkar, Ruth Kastner, Franklin Kopitzsch, Rainer Postel und Klaus Wittmann. Er war Mitherausgeber der Reihe Militärgeschichtliche Studien (1966–1989) und der Fachzeitschrift Militärgeschichtliche Mitteilungen (1970–1989).
Wohlfeil heiratete 1956 in Kaiserslautern die Künstlerin Trudl Nothaass. Aus der Ehe gingen drei Kinder hervor. Er starb mit fast 97 Jahren in seiner Hamburger Wohnung. 

## Forschungsschwerpunkte
Seine Forschungsschwerpunkte waren die spanische Geschichte, die Historische Bildkunde, das Zeitalter der Reformation, Karl V. und die Militärgeschichte. Wohlfeil plädierte seit den 1980er Jahren für den „Erkenntniswert“, den „Bilder als historische Quelle vermitteln können“. Er vertrat die These, dass aus jedem historischen Bild und seinen historischen Entstehungsbedingungen sich Informationen über den Menschen als Individuum oder kollektives Wesen gewinnen lassen können. Seine in den 1980er Jahren präsentierten Vorstellungen einer Bildkunde, die auf dem dreistufigen Ikonologie-Modell von Erwin Panofsky aufbauen, sind in der Geschichtswissenschaft bis in die Gegenwart noch immer ein wichtiger Referenzpunkt. Mit seiner Frau legte er von den 1980er bis Ende der 1990er Jahre zahlreiche Studien auf der Grundlage von Bildinterpretationen vor.
Als westdeutscher Reformationshistoriker setzte er sich mit dem durch die Historiker der DDR geprägten Begriff der frühbürgerlichen Revolution auseinander. Er wies darauf hin, dass zu Beginn des 16. Jahrhunderts nicht von Bürgertum gesprochen werden könne. In Auseinandersetzung mit der frühbürgerlichen Revolution verstand Wohlfeil den Bauernkrieg als „Systemkonflikt des ›gemeinen Mannes‹ in Stadt und Land mit seiner Herrschaft“. Er versteht darunter „das Nebeneinander systemimmanenter und systemsprengender Vorstellungen, Zielsetzungen und Abläufe bei offenkundigem Überwiegen systemimmanenter Phänomene“. Er legte 1982 eine Einführung in die Geschichte der deutschen Reformation vor. Wohlfeil prägte 1984 den Begriff der „reformatorischen Öffentlichkeit“, die er als eine „überregionale und zugleich Sozialgruppen und Standesdenken überwindende Kommunikationssituation“ verstand und die er „zu den wichtigsten Bedingungen der Reformationsphasen von 1517 bis 1525“ zählte. Als gemeinsames Merkmal der reformatorischen und der modernen Öffentlichkeit hält er fest, „daß mündliche, visuelle und literarische Medien jedermann zugänglich waren, bzw. von jedermann benutzt oder zumindest zur Kenntnis genommen werden konnten“. Im Unterschied zur „lokalen“, „regionalen“ und „obrigkeitlichen“ Öffentlichkeit im Spätmittelalter berücksichtigte die reformatorische Öffentlichkeit vor allem auch den gemeinen Mann im Kommunikationssystem.

## Schriften (Auswahl)
Monografien
- Spaniens Geschichte im Spiegel von Münzen und Banknoten. Wiss. Verl. Dokumentation & Buch, Hamburg 2010, ISBN 978-3-934632-39-4.
- Einführung in die Geschichte der deutschen Reformation. Beck, München 1982, ISBN 3-406-08675-6.
- Das wissenschaftliche Lutherbild der Gegenwart in der Bundesrepublik Deutschland und in der Deutschen Demokratischen Republik. Ein Vergleich. Niedersächsische Landeszentrale für Politische Bildung, Hannover 1982.
- Spanien und die deutsche Erhebung 1808–1814. F. Steiner, Wiesbaden 1965 (zugleich: Habilitationsschrift, Mainz 1964).
- Vom stehenden Heer des Absolutismus zur allgemeinen Wehrpflicht (1789–1814) (= Handbuch zur deutschen Militärgeschichte. Lieferung 1). Bernard & Graefe, Frankfurt am Main 1964.
- Die Pfalz in der Kriegsverfassung des Deutschen Bundes 1815–1866. Mainz 1954 (recte 1955) (zugleich: Mainz, Universität, Diss. v. 1. September 1955).

Herausgeberschaften
- mit Brigitte Tolkemitt: Historische Bildkunde. Probleme – Wege – Beispiele (= Zeitschrift für historische Forschung. Beiheft 12). Duncker und Humblot, Berlin 1991, ISBN 3-428-07187-5.
- Der Bauernkrieg 1524–26. Bauernkrieg und Reformation. Neun Beiträge (= Nymphenburger Texte zur Wissenschaft. Bd. 21). Nymphenburger Verlagshandlung, München 1975, ISBN 3-485-03221-2.
- Reformation oder frühbürgerliche Revolution? (= Nymphenburger Texte zur Wissenschaft. Bd. 5). Nymphenburger Verlagshandlung, München 1972, ISBN 3-485-03205-0.